# 3-й Михалковский переулок
3-й Миха́лковский переу́лок (до 8 сентября 1950 года — 3-я За́дняя у́лица) — переулок в Северном административном округе города Москвы на территории района Коптево.

## Расположение
Расположен между улицами Коптевской и Большой Академической. Также пересекает Соболевский проезд и бульвар Матроса Железняка.

## Происхождение названия
Современное название происходит от находившегося на месте переулка села Михалково, впервые упоминаемого в 1854 году, и вошедшего в состав Москвы в 1960 году.

## История
8 сентября 1950 года 3-я Задняя улица бывшего села Михалково была переименована в 3-й Михалковский переулок, а через 10 лет произошло официальное включение села в состав Москвы, сделавшее переулок улицей города.

## Учреждения и организации
В переулке находится городская поликлиника № 142 (дом № 22).
В районе пересечения с Соболевским проездом расположена трамвайная остановка «3-й Михалковский переулок».

## Строительство
Третий Михалковский переулок примыкает к Большой Академической улице, которая станет составной частью одной из крупнейших московских трасс — Северо-Западной хорды.